# 布魯克林島
64°39′S 62°4′W / 64.650°S 62.067°W
布魯克林島是南極洲的島嶼，位於葛拉漢地的威爾米納灣，長4公里，處於南森島以南1.6公里，由比利時探險隊發現，以紐約地區命名。